# Сидроландия
Сидроландия (порт. Sidrolândia) — муниципалитет в Бразилии, входит в штат Мату-Гросу-ду-Сул. Составная часть мезорегиона Северо-центральная часть штата Мату-Гроссу-ду-Сул. Входит в экономико-статистический микрорегион Кампу-Гранди. Население составляет 38 139 человек на 2007 год. Занимает площадь 5286,490 км². Плотность населения — 7,21 чел./км².

## История
Город основан 31 марта 1942 года.

## Статистика
- Валовой внутренний продукт на 2005 год составляет 327 539 000,00 реалов (данные: Бразильский институт географии и статистики).
- Валовой внутренний продукт на душу населения на 2005 год составляет 11 528,00 реалов (данные: Бразильский институт географии и статистики).
- Индекс развития человеческого потенциала на 2000 год составляет 0,759 (данные: Программа развития ООН).